# Glaucostola subtussisignata
Glaucostola subtussisignata là một loài bướm đêm thuộc phân họ Arctiinae, họ Erebidae.